# Caproni Ca.124
Il Caproni Ca.124 era il progetto di monoplano monomotore, in configurazione ad ala bassa con carrello retrattile; venne costruito solo un prototipo nella versione idrovolante. Prodotto dall'azienda italiana Aeronautica Caproni negli anni trenta, fu usato come ricognitore e come bombardiere silurante.

## Struttura

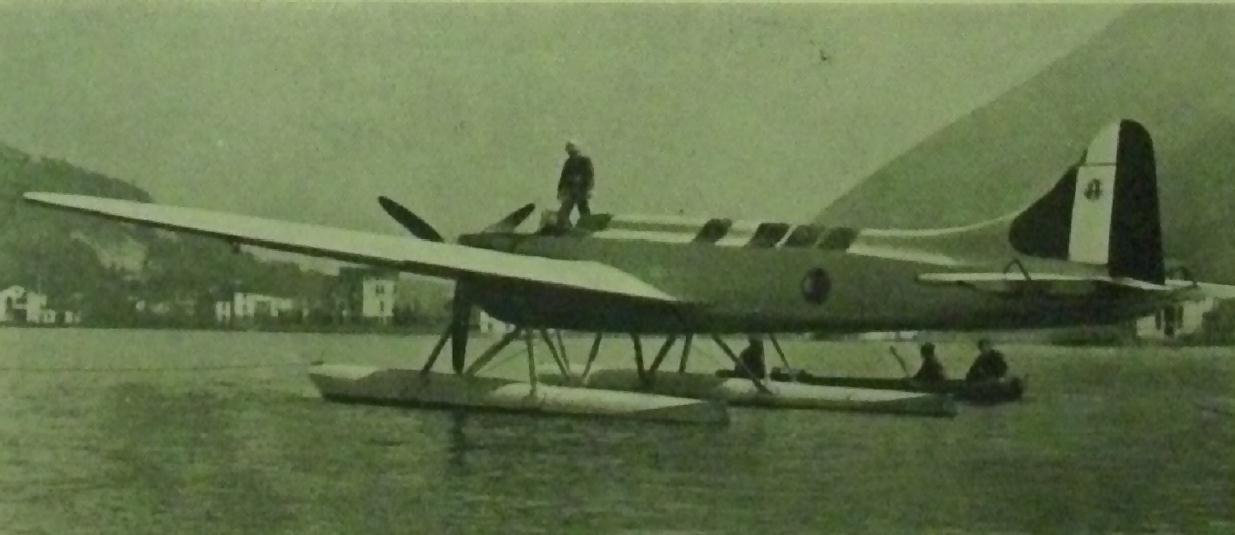
Vista posteriore

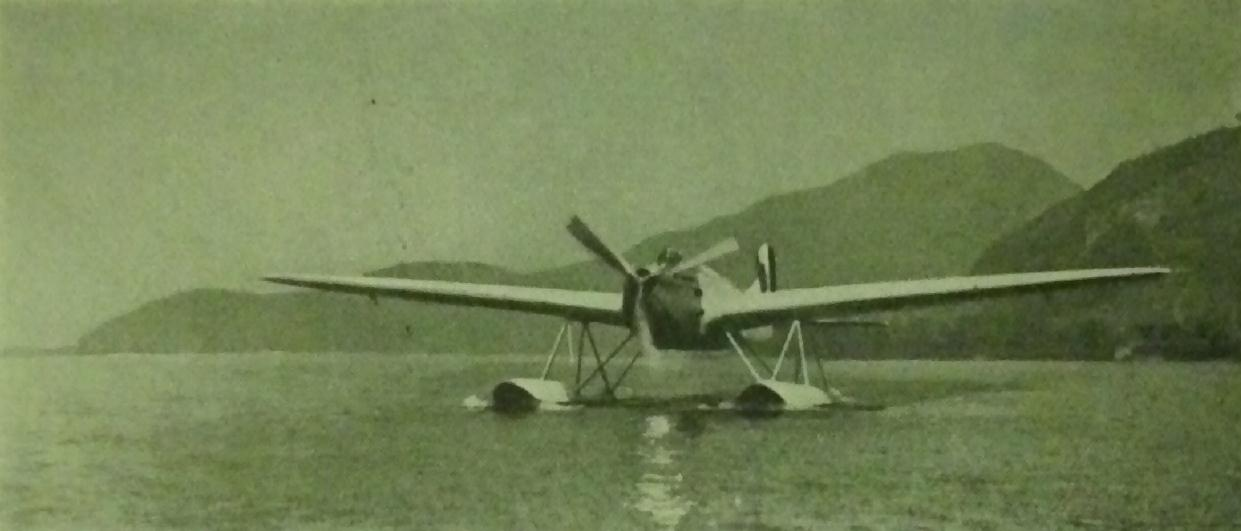
Vista anteriore

Triposto da bombardamento e ricognizione, fu costruito con struttura mista legno e metallo; la fusoliera e gli impennaggi erano in tubi metallici ricoperti in tela.
L'ala era costruita in un solo pezzo a sbalzo ed era in legno rivestita da compensato. Era provvista di alettoni bilanciati e alettoni posteriori ventrali, con il piano fisso di quota ad incidenza regolabile in volo.
Nella versione terrestre era previsto che il carrello d'atterraggio rientrasse nell'ala su comando del pilota. Le ruote erano frenate e ammortizzate idraulicamente, il ruotino posteriore era orientabile e molleggiato elasticamente.
Nella versione idrovolante il velivolo era provvisto di scarponi con timoni direzionali collegati alla pedaliera per facilitare le manovre in acqua.
La propulsione era affidata a un motore Isotta Fraschini 12R, capace di erogare una potenza pari a 700 CV (515 kW) abbinato ad un'elica tripala a passo variabile modificabile da terra.
Il posto del pilota era subito dietro il motore in corrispondenza del bordo di attacco delle ali, mentre in corrispondenza del bordo di uscita della ali era posizionato il secondo pilota che aveva una torretta girevole con mitragliatrice. Tra i due posti vi era il posto del radiotelegrafista e mitragliere con la mitragliatrice posta sotto la fusoliera, cui poteva avere accesso anche il secondo pilota. Sempre all'interno della fusoliera vi erano i lanciabombe ed altre installazioni.

## Motorizzazione
Il motore previsto era il 18 cilindri a W raffreddato ad acqua Isotta Fraschini 12R, collegato ad un'elica tripala metallica a passo variabile con regolazione da fermo a terra.

## Armamento
Disponeva di due mitragliatrici anteriori sincronizzata con l'elica, una mitragliatrice manovrata dal marconista/mitragliere e dal secondo pilota ed una mitragliatrice posteriore manovrata solo dal secondo pilota.
Disponeva di supporti per due siluri sotto la carlinga.

## Versioni
Ca.124 idro
versione idrovolante a scarponi, l'unica versione costruita in un solo esemplare.